# Challenger de Ottignies-Louvain-la-Neuve
El BW Open es un torneo profesional de tenis. Pertenece al ATP Challenger Tour. Se juega desde el año 2023 sobre pistas de dura bajo techo, en Ottignies-Louvain-la-Neuve, Bélgica.

## Palmarés

### Individuales
| Año  | Campeón       | Finalista   | Resultado |
| ---- | ------------- | ----------- | --------- |
| 2023 | David Goffin  | Mikael Ymer | 6-4, 6-1  |
| 2024 | Leandro Riedi | Borna Ćorić | 7-5, 6-2  |

### Dobles
| Año  | Campeones                               | Finalistas                 | Resultado |
| ---- | --------------------------------------- | -------------------------- | --------- |
| 2023 | Romain Arneodo Tristan-Samuel Weissborn | Roman Jebavý Adam Pavlásek | 6–4, 6–3  |
| 2024 | Luke Johnson Skander Mansouri           | Sander Arends Sem Verbeek  | 7–5, 6–3  |